# Gesinnungsgemeinschaft der Neuen Front
Gesinnungsgemeinschaft der Neuen Front (GdNF) (en français: communauté de personnes du même front qui partagent les mêmes idées) est une organisation allemande qui était le groupe principal de l'activité néonazie dans les années 1990.
Le GdNF est formé en 1985 par Michael Kühnen, Thomas Brehl et Christian Worch après l'interdiction du Front d'action national-socialiste/Activistes nationaux. Groupe initial associé au magazine Die Neue Front, le GdNF a rapidement été transformé en une organisation regroupant la plupart des membres de l'ANS/NA. Le groupe s'inscrit dans la tradition plus radicale du nazisme et des Sturmabteilung que la simple dévotion à Adolf Hitler. Elle accordait également une importance à l’opposition à l’influence des États-Unis, à la destruction de l’environnement et à l’affaiblissement de la pureté raciale allemande. Le groupe était également actif en Autriche, qu’il a appelé "Ostmark", et avait appelé à la constitution d’une association de sécurité autrichienne dans une édition de décembre 1990 de son journal Neuen Front.
Lorsque Kühnen est devenu homosexuel en 1986, le GdNF lui est resté fidèle lors de la scission qui en a résulté, bien que le groupe ait perdu le contrôle du Parti des travailleurs allemands libres. Cependant, le groupe a continué d'améliorer sa structure organisationnelle malgré ce recul, l'organisation de marches, la formation de paramilitaires et la mise en place de cellules en République démocratique allemande. Il a également cherché à constituer un portefeuille de contacts internationaux avec lequel il a coopéré en matière de forage militaire, de diffusion de propagande et de dispersion des armes.
Après la mort de Kühnen en 1991, la direction du FNG, qui comptait environ 400 membres actifs, passa à Worch, Winfried Arnulf Priem et au dirigeant néo-nazi autrichien Gottfried Küssel.
Cependant, sans Kühnen, le groupe est entré dans une phase de déclin définitif et s'est perdu dans une mer de groupes similaires qui se sont formés dans les années 1990 à la suite d'un contrôle de plus en plus minutieux des activités néonazies par le gouvernement. Le groupe a continué à publier le Neuen Front. Avec Worch emprisonné en 1996 et d’autres personnalités telles que Thomas Brehl, qui créait son propre groupe, le GdNF disparut progressivement.